# Vindkraftverk

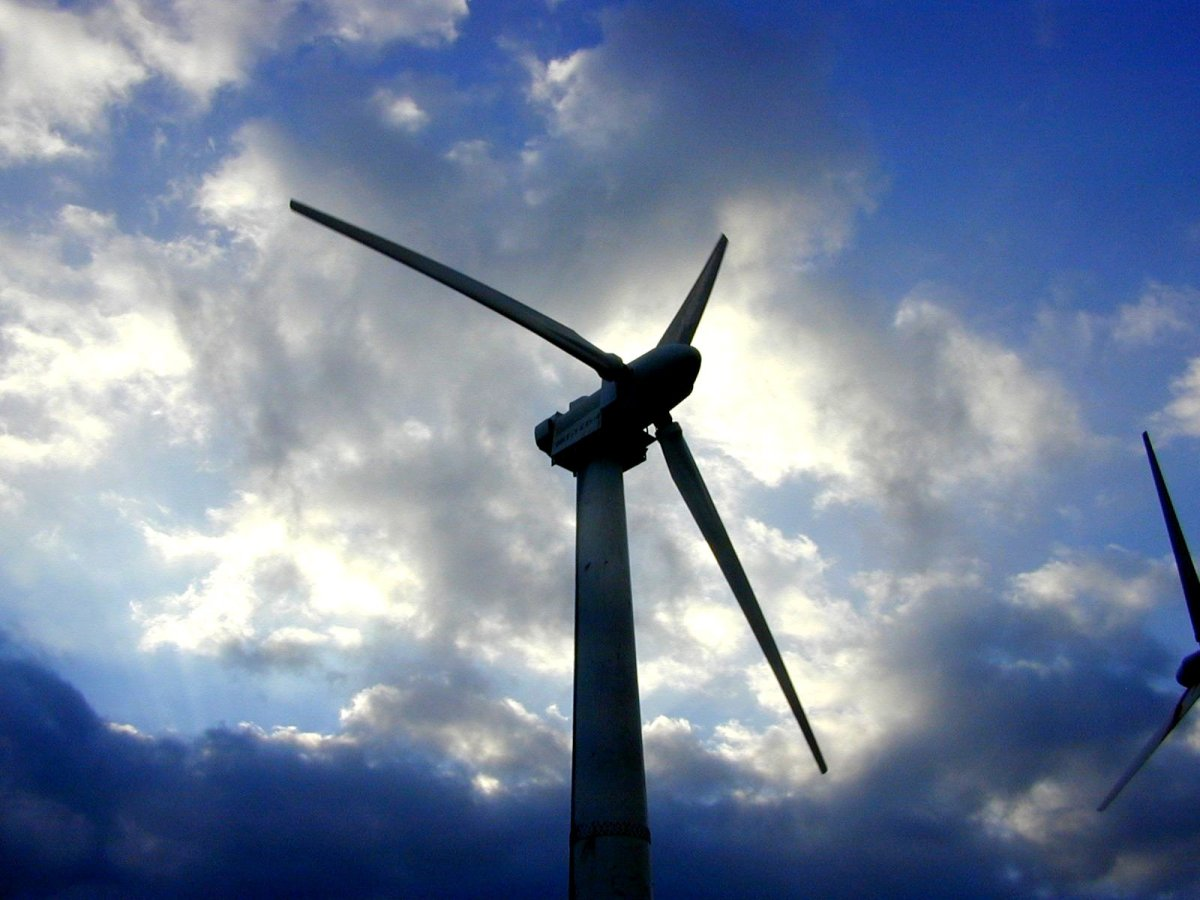
Vindkraftverk av den vanliga moderna typen med tre rotorblad.

Principskiss av ett vindkraftverk.

Vindkraftverk är en maskinkonstruktion som omvandlar kinetisk energi ur vinden till elektricitet. Vindkraftverk består av ett stationärt torn med en rotor som snurrar genom påverkan av vindens kraft. Rotorn driver en generator som producerar el som överförs till elnätet. Ett vindkraftverk är beroende av vindens energitillförsel och ger därför en varierande effekt.

## Allmänt

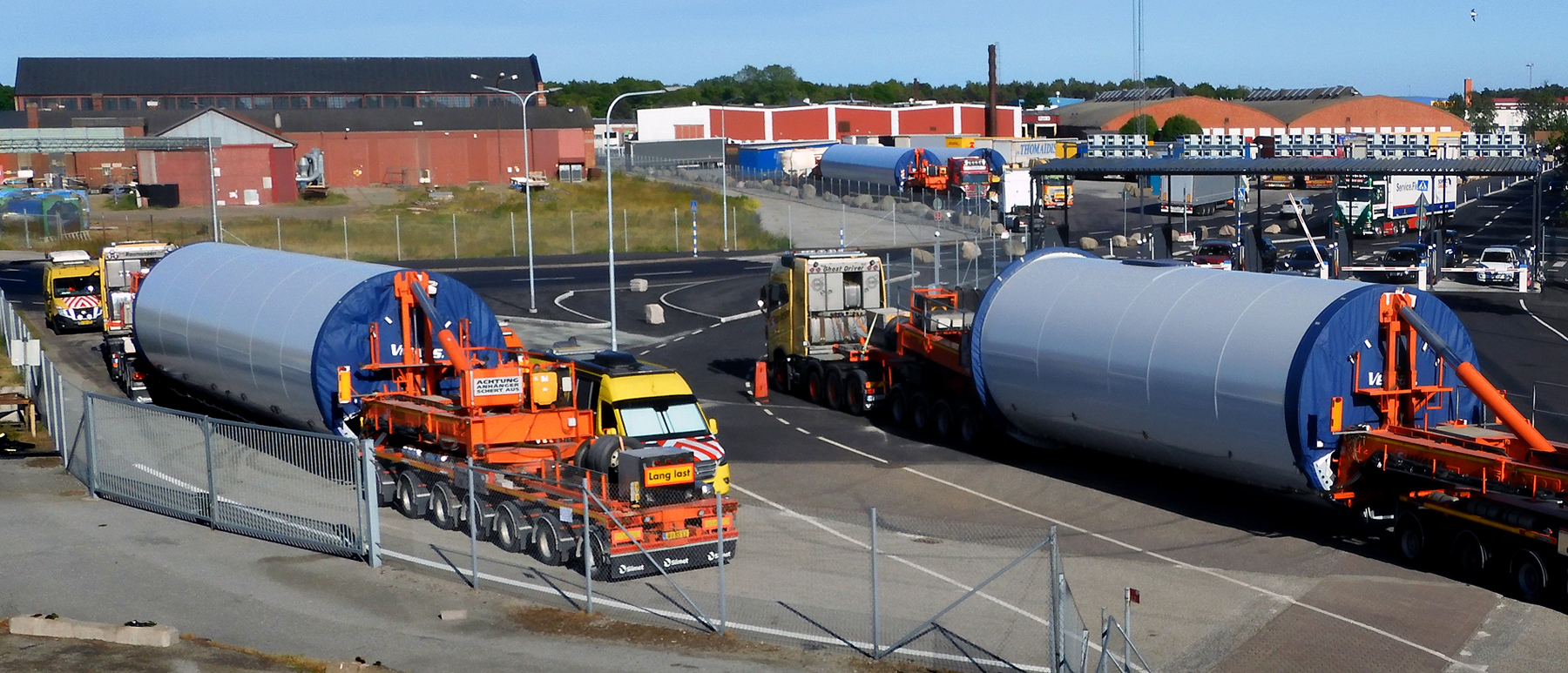
Transport av delar till ett vindkraftverk.

Rotorn hos ett vindkraftverk är en form av friströmsturbin och det är därför inte möjligt att omvandla vindens hela rörelseenergi till arbete.  Det är enligt Betz lag enbart möjligt att omvandla omkring 59 procent av luftens rörelseenergi till mekanisk rörelse hos vindkraftverkets rotor i ett enskilt vindkraftverk (resten av energin finns kvar i luften som fortsätter vidare bort från vindkraftverket). Om ett vindkraftverket hypotetiskt skulle omvandla 100 procent av luftens rörelse till mekanisk rörelse hos vindkraftverket så skulle luften inte ha någon rörelseenergi kvar att röra sig bort från vindkraftverket och vindkraftverket skulle stanna.
Luftens rörelseenergi är proportionell mot vindhastigheten i kvadrat. Vindens effekt är därför proportionell mot vindhastigheten i kubik (upphöjt till tre) då den utöver rörelseenergin även beror på hur snabbt vinden rör sig förbi den plats där vi mäter dess effekt. Generellt ökar därför den möjliga effekten från ett vindkraftverk med vindhastigheten upphöjt till tre, det vill säga att en fördubblad vindhastighet ger en 2³=8 gånger högre effekt. Detta innebär att effekten är mycket låg vid låga vindhastigheter, men ökar mycket kraftigt med ökande vindhastighet. I praktiken gör begränsningar att vindkraftverken står still både vid de allra lägsta och högsta hastigheterna. 
Antag att ett vindkraftverk kan ge en effekt på 1 MW vid vindhastigheten 10 m/s. Utan reglering skulle kraftverket vid dubbla vindhastigheten 20 m/s kunna ge en effekt på 8 MW. Att dimensionera kraftverket för en 8-faldig effekt som kanske bara uppnås några timmar om året skulle vara mycket kostsamt men ändå ge en mycket liten "extra" energiproduktion.
En kostnadseffektiv lösning är att väsentliga komponenter som till exempel generator och rotor dimensioneras för en viss effekt, märkeffekten, som uppnås vid en viss vindhastighet, märkvinden, och att kraftverket konstrueras så att vinden "spills" vid vindar över märkvinden.
Tabellen nedan visar översiktligt relativ effekt, det vill säga aktuell effekt dividerat med verkets märkeffekt, vid olika vindhastigheter. Exemplet förutsätter att märkvinden valts till cirka 13 m/s.
| Vindhastighet (m/s) | Relativ effekt (%) |
| ------------------- | ------------------ |
| 0-4                 | 0                  |
| 5-6                 | 10-20              |
| 7                   | 30                 |
| 8-9                 | 50                 |
| 10-12               | 70-95              |
| 13-23               | 100                |
| 23-                 | 0                  |

### Startvind/Inkopplingsvind
Vid de lägsta vindhastigheterna, under startvind (en: cut-in wind speed),  ger verket en så låg effekt att den inte ens räcker till verkets egenförbrukning i olika hjälpsystem. Vanliga värden på startvind är kring 4 m/s, och verket ger således ingen elproduktion alls under denna vindhastighet.

### Märkvind
Med ökande vindhastighet ökar effekten kraftigt, och det är därför nödvändigt att utforma vindkraftverket så att effekten begränsas när vindhastigheten överstiger en viss märkvind. Märkvinden är den vindhastighet då kraftverket producerar sin maximala effekt, märkeffekten. Då vindhastigheten överstiger denna nivå regleras vindkraftverket så att vinden delvis "spills" genom turbinen och effektuttaget på så sätt hålls konstant. Denna reglering är helt nödvändig för att minska påfrestningarna på vindkraftverket och dess komponenter. Vanliga värden på märkvind är 10–14 m/s.

### Stoppvind/Urkopplingsvind
Då vindhastigheten överstiger en viss nivå (vanligen 20–25 m/s) stängs kraftverket ner helt för att skydda mot överbelastning.

## Uppbyggnad och styrsystem

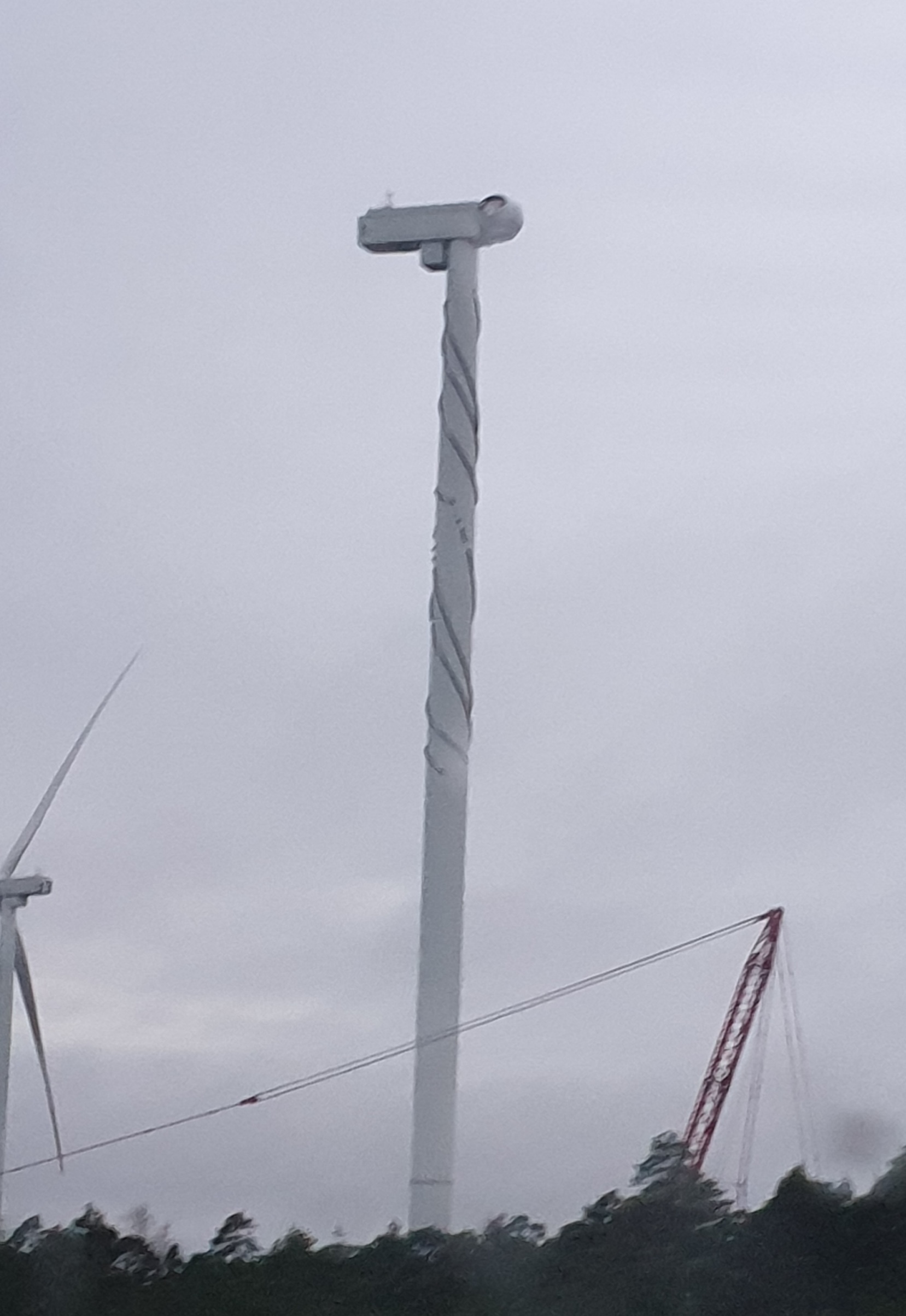
Vindkraftverk som byggs upp.

### Konventionell generator och växellåda
Typiska varvtal för vindturbiner är 10–30 varv/minut, medan konventionella elgeneratorer har varvtal på 750, 1 000, 1 500 eller 3 000 varv/minut (olika multipler av nätfrekvensen 50 Hz). Om verket konstrueras med en konventionell elgenerator måste det därför finnas en växellåda med en betydande utväxling, som omvandlar den långsamma rotationen i rotorn till ett högre varvtal för generatorn. Utvecklingen av dessa speciella växellådor har varit en utmaning förknippat med vissa tillgänglighetsproblem, men med tiden har beprövade konstruktioner vuxit fram. Med denna konstruktionslösning används således en "ovanlig" växellåda men en generator med beprövad konstruktion. Spänningen från generatorn är relativt låg, och måste transformeras upp om strömmen ska transporteras längre sträckor.

### Direktdriven generator och omformare
Vissa verk är istället konstruerade med direktdriven generator. Generatorer för så låga varvtal som 10–30 varv/minut får med nödvändighet en betydande diameter och kan behöva använda speciella material och konstruktionslösningar för elektriska lindningar och magneter. Dessutom är den genererade strömmen av annan frekvens och måste omformas innan den kan levereras till elnätet. Med denna konstruktionslösning behövs ingen växellåda, men istället används en "ovanlig" generator och det tillkommer kostnader för en omformare som omvandlar den genererade strömmen till lämplig spänning och frekvens för elnätet.

### Reglering
De flesta vindkraftverk reglerar vingarnas vridning så att vindkraftverket under märkvind får så hög effekt som möjligt, över märkvind "spiller" överflödig vind och håller konstant effekt, och slutligen flöjlar vingarna och stänger av verket när vindhastigheten överskrider stoppvinden. Det finns också system som vrider maskinhuset mot vinden. Styrsystemet hämtar information från bland annat vindfana och vindmätare, vilka mäter vindriktning och vindhastighet.

## Olika typer av vindkraftverk

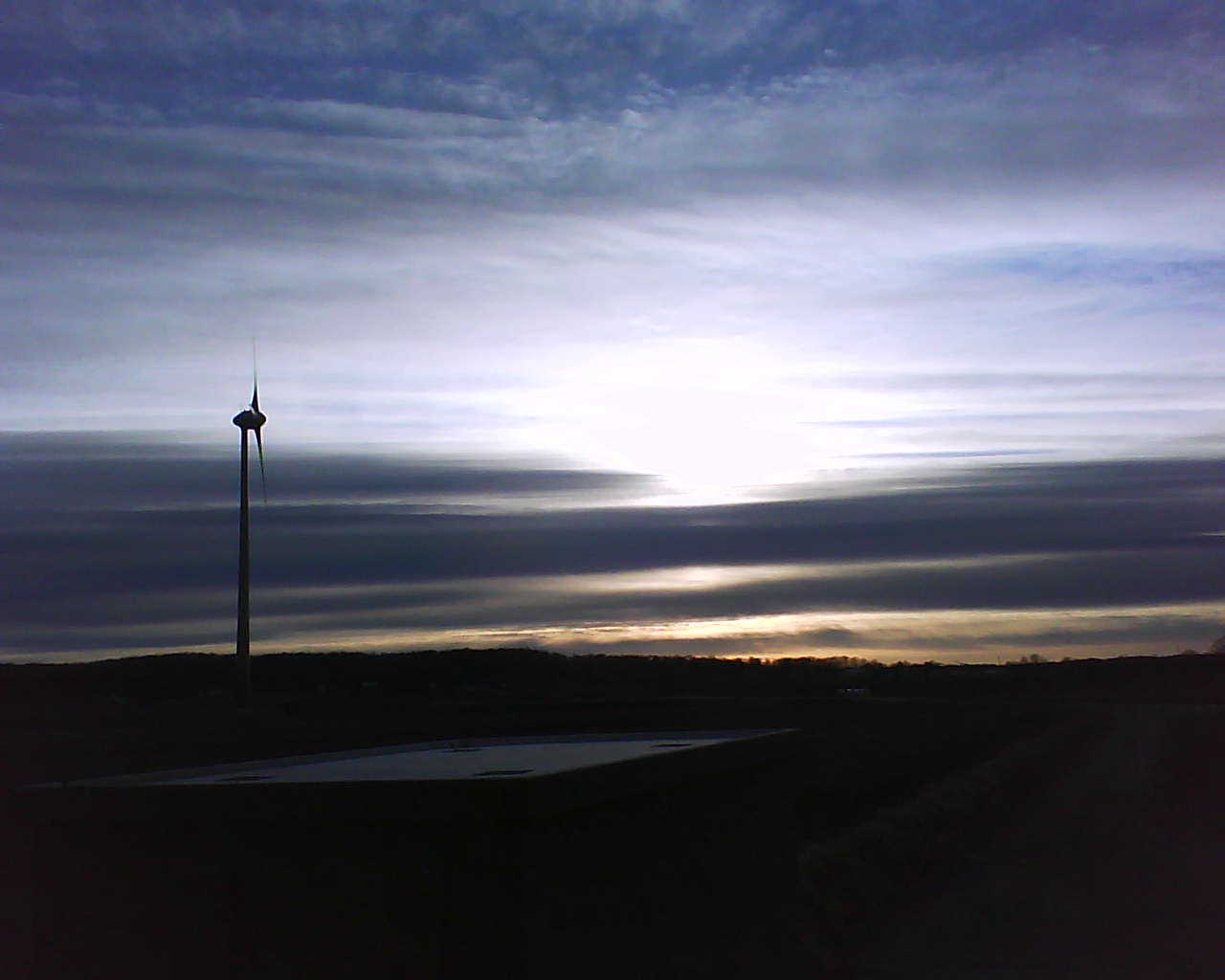
Vindkraftverk i Mörby, Blekinge.

Det finns flera olika typer av vindkraftverk. En grundläggande typindelning kan göras efter hur turbinens axel är riktad, om den är horisontell eller vertikal.

### Rotor med horisontell axel
Vindkraftverk med horisontell axel har rotorn och generatorn placerade i ett vridbart maskinhus, kallat nacell, högst upp i ställningen. Detta möjliggör att maskinhuset kan vridas så att rotorn pekar mot vindriktningen. För mindre modeller styrs ofta vridningen av en vinge som är riktad bakåt från rotorn sett. Likt en vindflöjel följer den vindens riktning och håller rotorn riktad mot vinden. Stora kraftverk har ett styrsystem för vridningen, bestående av en vindmätare och en servomotor. De flesta har oftast två eller tre blad även om modeller med fler blad förekommer. Kraftverk med tre blad och med två blad producerar i stort sett lika mycket elektricitet. Fördelen med tre blad är bland annat jämnare kraftpåverkan och därmed mindre påfrestningar.

### Rotor med vertikal axel

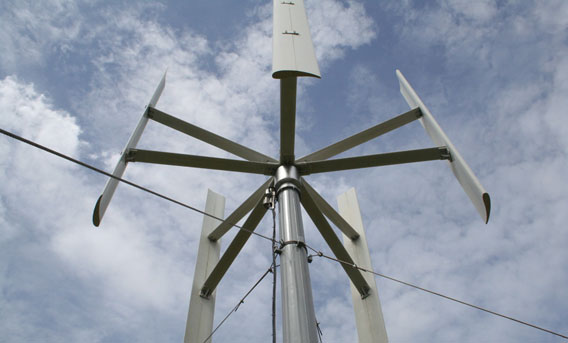
Vertikalt kraftverk.

Vindkraftverk med vertikalt placerad rotoraxel kräver beroende på utförande lite större bladyta och dessutom extra bärarmar jämfört med horisontell rotoraxel, men behöver å andra sidan inte ett system som ser till att bladen alltid är vända mot vinden för maximal energiutvinning. Tunga komponenter som generator och växellåda kan placeras på marknivå. Vertikal rotoraxel kan därför möjliggöra en enklare konstruktion. Savonius och Darrieus är två olika lösningar för vertikalaxlade rotorer.

## Konstruktion
Den svenska standard som gäller för vindkraftverk är SS-EN 61400, vilket är det svenska namnet på IEC 61400.
Ett vindkraftverk är att betrakta som ett byggnadsverk varför Boverkets byggregler, EKS och Eurokoder är regler som gäller om det skall vara placerat i Sverige. Vidare är det att betrakta som en maskin varför det skall vara CE-märkt mot maskindirektivet. Även andra direktiv så som lågspänningsdirektivet och EMC-direktivet gäller för Vindkraftverk. På Arbetsmiljöverkets webbsida Vindkraftverk hittar man Arbetsmiljöverkets krav på vindkraftverk bl.a. om hiss behövs.
Andra standarder och föreskrifter som kan komma att vara tillämpliga är:
- SS-EN ISO 12100 Maskinsäkerhet - Allmänna konstruktionsprinciper - Riskbedömning och riskreducering
- SS-EN 50308 Vindkraftverk - Säkerhet och skydd vid skötsel och underhåll
- DS 472 Dansk Ingenioerforenings Code of Practice for Loads and Safety of Wind Turbine Constructions
- GL Regulations Germanischer Lloyd's Regulations for the Certification of Offshore Wind Energy Conversion Systems
- DNV-OS-J101 Det Norske Veritas; Design of Offshore Wind Turbine Structures[13]
- DNV-OS-J102 Det Norske Veritas; Design and Manufacture of Wind Turbine Blades, Offshore and Onshore Wind Turbines[14]
- DIBt Richtlinien Das Deutsche Institut für Bautechnik; Richtlinie. Windkraftanlagen. Einwirkungen und Standsicherheitsnachweise für Turm und Gründung
- GL Guideline for the Certification of Wind Turbines[15]

Ovannämnda bestämmelser gäller även små vindkraftverk. Energimyndigheten har gett ut ET 2008:3 Vindkraft - bygga och ansluta mindre vindkraftverk för eget bruk med råd beträffande små vindkraftverk.
Några av de råd som ges är:
- Köp ett CE-märkt vindkraftverk.
- Se till att de vind- och klimatförhållande vindkraftverket är konstruerat för framgår av den dokumentation som kommer med leveransen (och lämpligen bör man ju se till att det är de förhållande som råder där man har tänkt sig att det skall vara placerat).
- Se till att montageanvisning, säkerhetsanvisningar, ritningar och annan dokumentation som krävs för att man skall kunna installera, använda och underhålla anläggningen ingår i leveransen.

Marknaden för små vindkraftverk har vuxit mycket på kort tid, med till synes stora kvalitetsproblem som följd.

## Placering

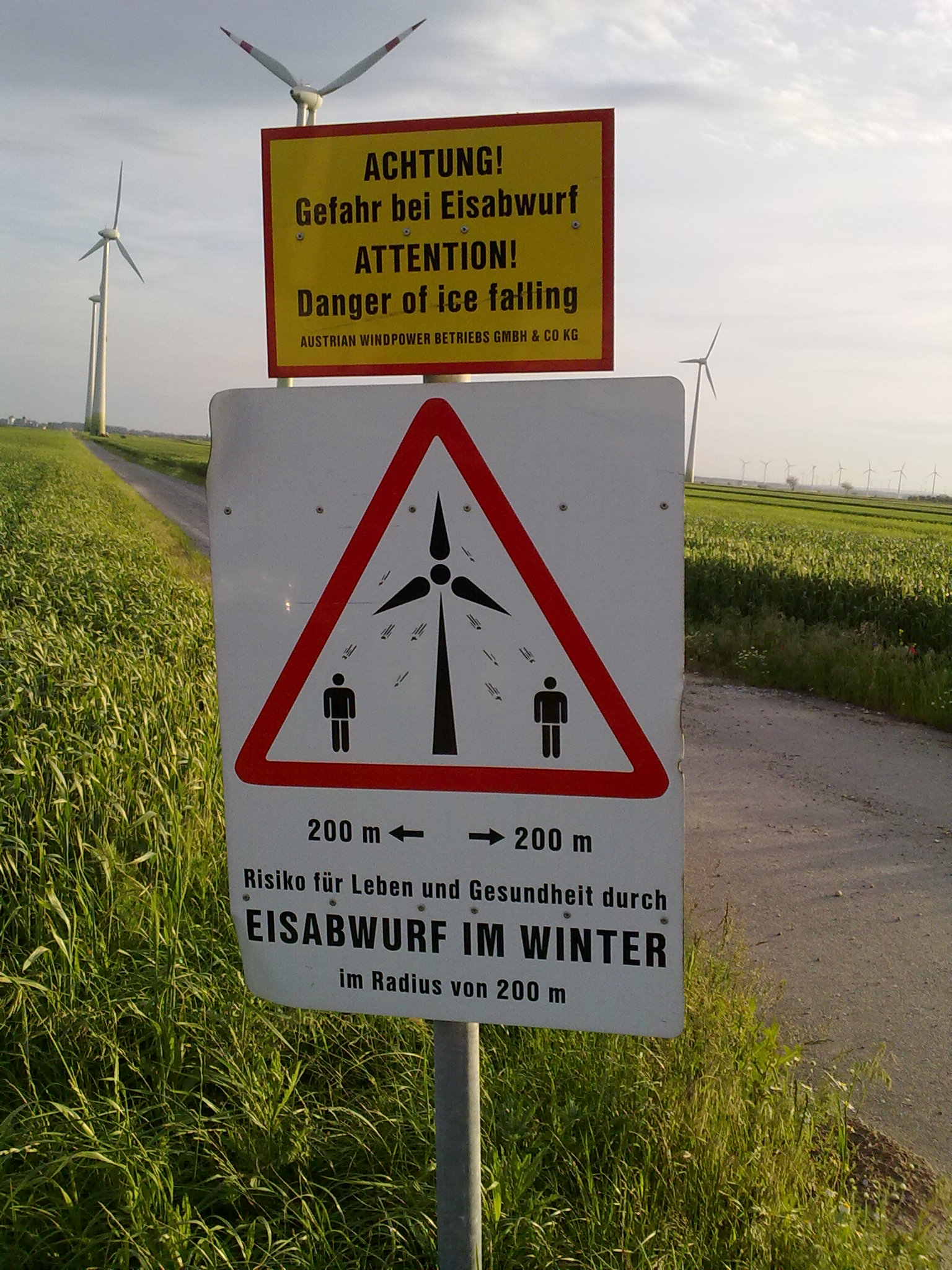
Varning för iskast.

Vindkraftverk placeras idag både till havs och på land. Vid landplacering används antingen öppna fält eller höjder där det går att bygga torn till sådan höjd att man når en gynnsam genomsnittlig vindstyrka som inte är alltför turbulent. Exploatörerna brukar ange en genomsnittlig vind på 6 m/s som gränsen för vad som är ekonomiskt lönsamt. Vanligen eftersträvas i Sverige lägen med omkring 7 m/s eller mer. Vid placering av vindkraft i skog kan skogsägaren fortsätta bedriva skogsbruk, samtidigt som energiföretaget arrenderar de områden som behövs för vindkraftsproduktion. En turbin måste normalt upp minst 20 meter över omgivande terräng och skog för att den ska ge en godtagbar produktion, kortare master eller torn ger sällan bra resultat.
På grund av risken för iskast och kringflygande delar från vindkraftverk finns krav på ett visst säkerhetsavstånd. Kammarrätten i Jönköping accepterade år 2007 ett säkerhetsavstånd till en enskild väg lika med dubbla tornhöjden, dock minst 50 meter. På Energimyndighetens webbsida Vindlov rekommenderas ett säkerhetsavstånd som är minst 1,5*(navhöjden+rotordiametern). Tillverkaren Vestas anger 400 meter för sina V90-3.0MW och V100-2,.75MW-modeller. I Sverige har det hittills inte inträffat någon allvarlig olycka med iskast som drabbat tredje man. Men olyckor förekommer och än så länge finns knappast några vindkraftverk med avisningssystem i Sverige.
Placeringen av små vindkraftverk  i stadsmiljö är problematisk då byggnader skuggar och minskar möjlig energiproduktion. En ogenomtänkt placering kan också vara ett säkerhetsproblem.
Ett typiskt vindkraftverk ger i goda lägen upp till en tredjedel av märkeffekten i genomsnitt.Utvecklas alternativt kb Se även avsnittet om kapacitetsfaktor (efter andra tabellen). Kapacitetsfaktorn beror till viss del på vingarnas längd i förhållande till generatorns maxeffekt. Trenden i Sverige har det senaste året varit att öka vingarnas längd för att uppnå maxeffekten vid lägre vindstyrka.

## Utveckling
Generellt har utvecklingen gått snabbt mot allt större verk. Medelstorleken på de 1 060 verk som byggs i Sverige under 2019–2022 är 4 MW. Serieproduktion av landbaserade verk på 5,6 MW startar 2020. Idag finns havsbaserade verk på 10 MW att beställa. För landbaserade verk är möjligheten att transportera de långa rotorbladen det som i många fall sätter gränsen för storleken.
Genom bättre teknik och mer optimerad design så har de nyaste vindkraftverken i gynnsamma lägen betydlig bättre kapacitetsfaktor. Genom att de är större når de upp till starkare vindar som bromsats mindre av skog och mark. Som exempel kan man nämnas att vindkraftverken på Högtjärnsklack i Hedemora kommun hade runt 43 procent som kapacitetsfaktor för år 2013. För några år sedan var genomsnittet för Sverige mellan 20 och 25 procent.
Enligt uppgifter från FTI Intelligence förblev danska Vestas världens största vindturbintillverkare 2018. De andra topp 10 vindturbinleverantörerna var Siemens Gamesa, Goldwind, GE, Enercon, Nordex Group, Senvion, United Power, Envision Energy, och Suzlon. Tillsammans hade dessa över 75 procent av den globala installerade kapaciteten varje år. Deras industriella dominans förväntas fortsätta även framgent. Vestas har sedan man började tillverka vindkraftverk 1979 installerat 66 000 vindkraftverk i sammanlagt 80 olika länder. I december 2018 blev Vestas det första företaget i världen som tillverkat och installerat över 100 GW vindkraft.

## Energiutbyte
Vid beräkning av energiutbytet för ett vindkraftverk i jämförelse med andra energikällor måste hänsyn tas till den energi som åtgår för att producera allt material som kraftverket är uppbyggt av, speciellt de tyngre stålkonstruktionerna, aluminiumplåtar etc. som kräver stora mängder energi under tillverkningsprocessen vilket reducerar det effektiva energiutbytet. Beräkningar ger för handen att ett för svenska förhållanden normalstort landbaserat vindkraftverk med en installerad effekt på max. 2 MW har producerat den energi som åtgår att tillverka alla delar till kraftverket inom cirka 10 månader från idriftstagandet.
De vindkraftverk som finns idag producerar under hela sin ekonomiska livstid (cirka 25 år) i genomsnitt en mängd energi som är 18 gånger så stor som den energi som går åt för att bygga dem. Variationen mellan olika typer är dock mycket stor, åtminstone från en faktor 5 till en faktor 30. Denna faktor blir högre i takt med den tekniska utvecklingen på området och är större för större kraftverk.
Ser man till vindkraftverkets hela livscykel krävs också energi för att uppföra en vindkraftsstation utöver den som åtgår för tillverkning av själva verket till ex. för grundläggning, vägar, kablar, transformator, underhåll och skrotning.
Ovanstående gäller inte för mycket små vindkraftverk då deras kapacitetsfaktor (under 1 procent många gånger) och MTBF är betydligt lägre (placerade i urban miljö, så kallad urban vindkraft, kan dessa inte förväntas leverera så mycket energi som det åtgår för att tillverka dem).

## Bildgalleri vindkraftverk

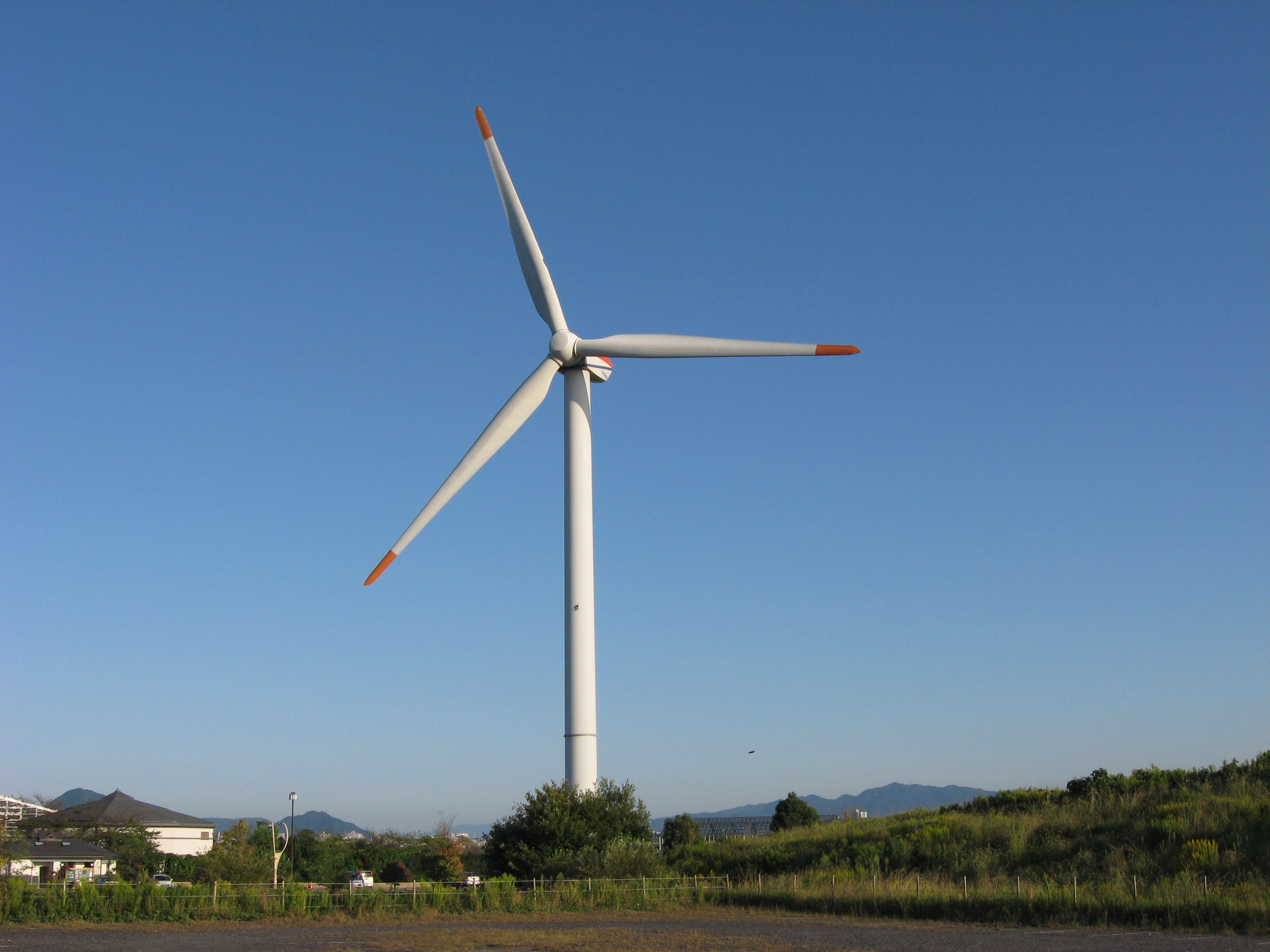
Kusatsu Yume Fusha Kusatsu, Shiga, Japan.
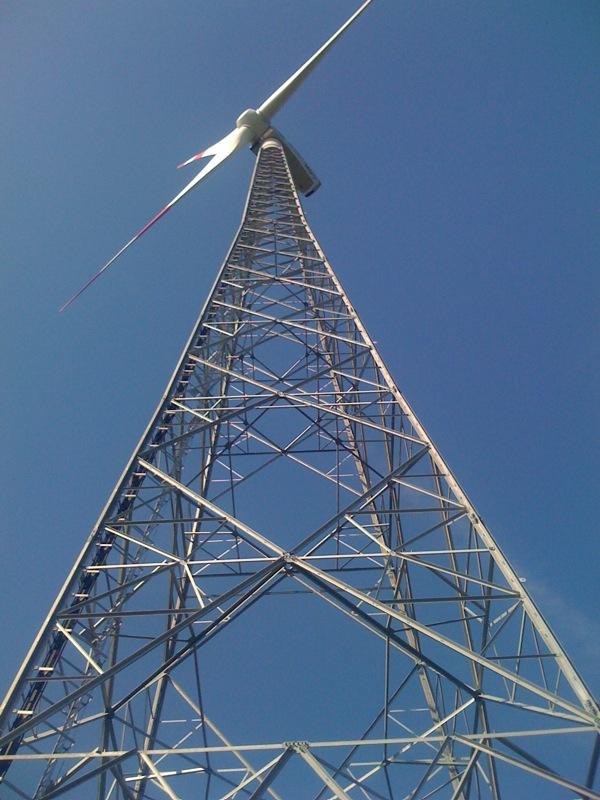
Vindkraftverk med fackverkstorn.
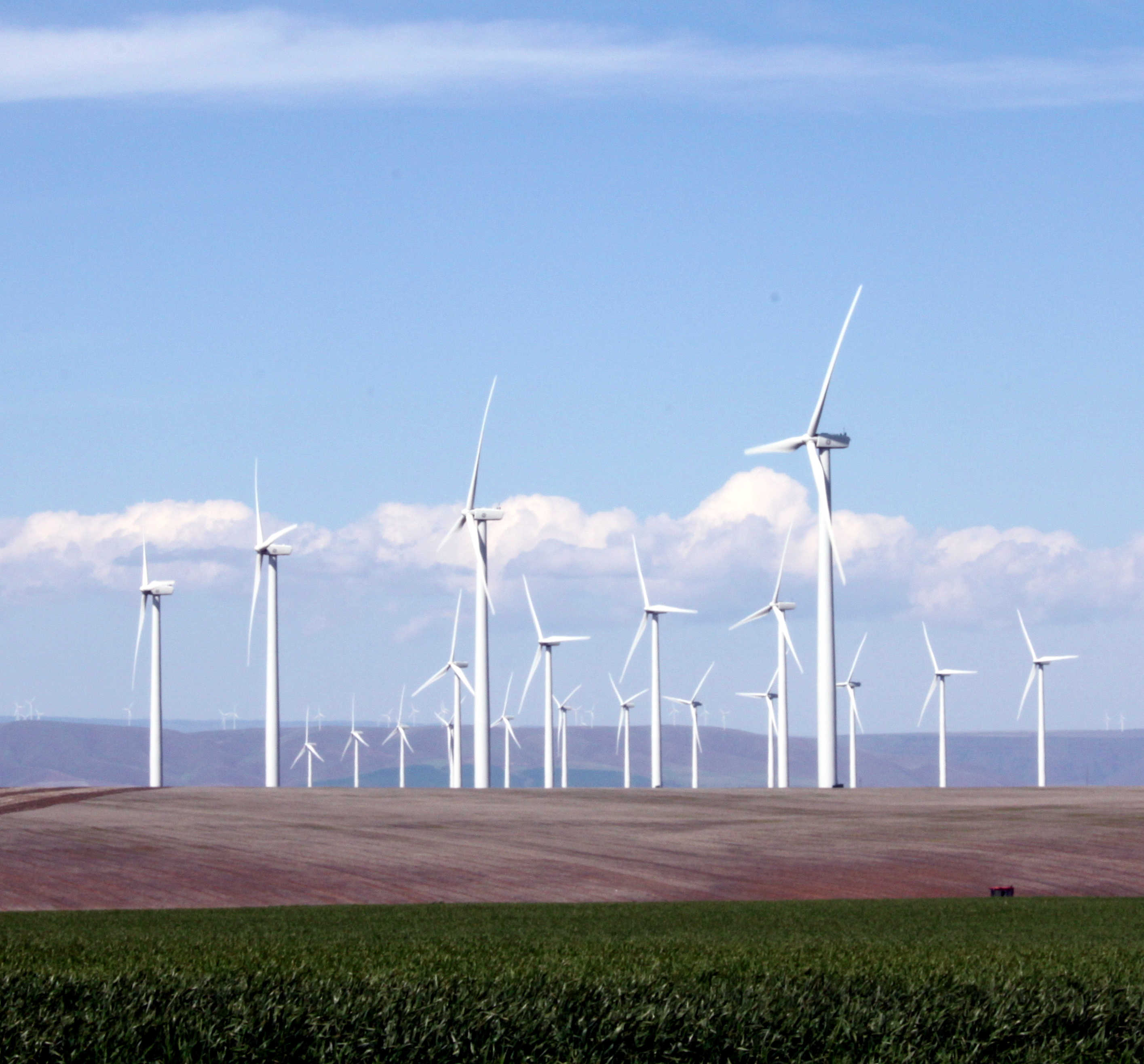
Klondike.
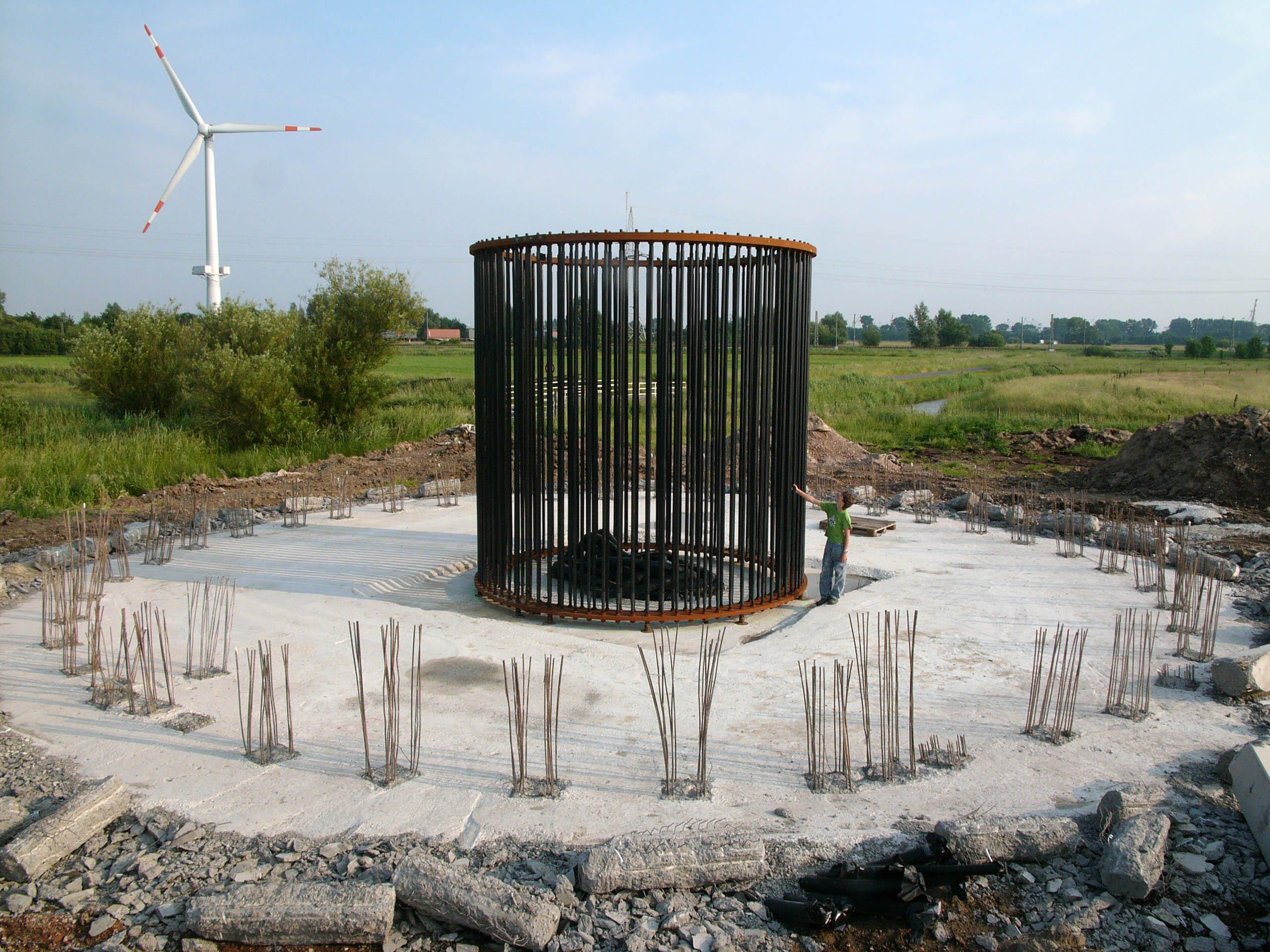
Grundläggning för vindkraftverk.
NASA:s Jämförelse mellan vindkraftverksgeneratorer.
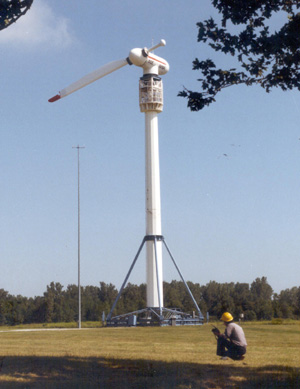
Vindkraftverk med ett rotorblad och motvikt. (NASA).
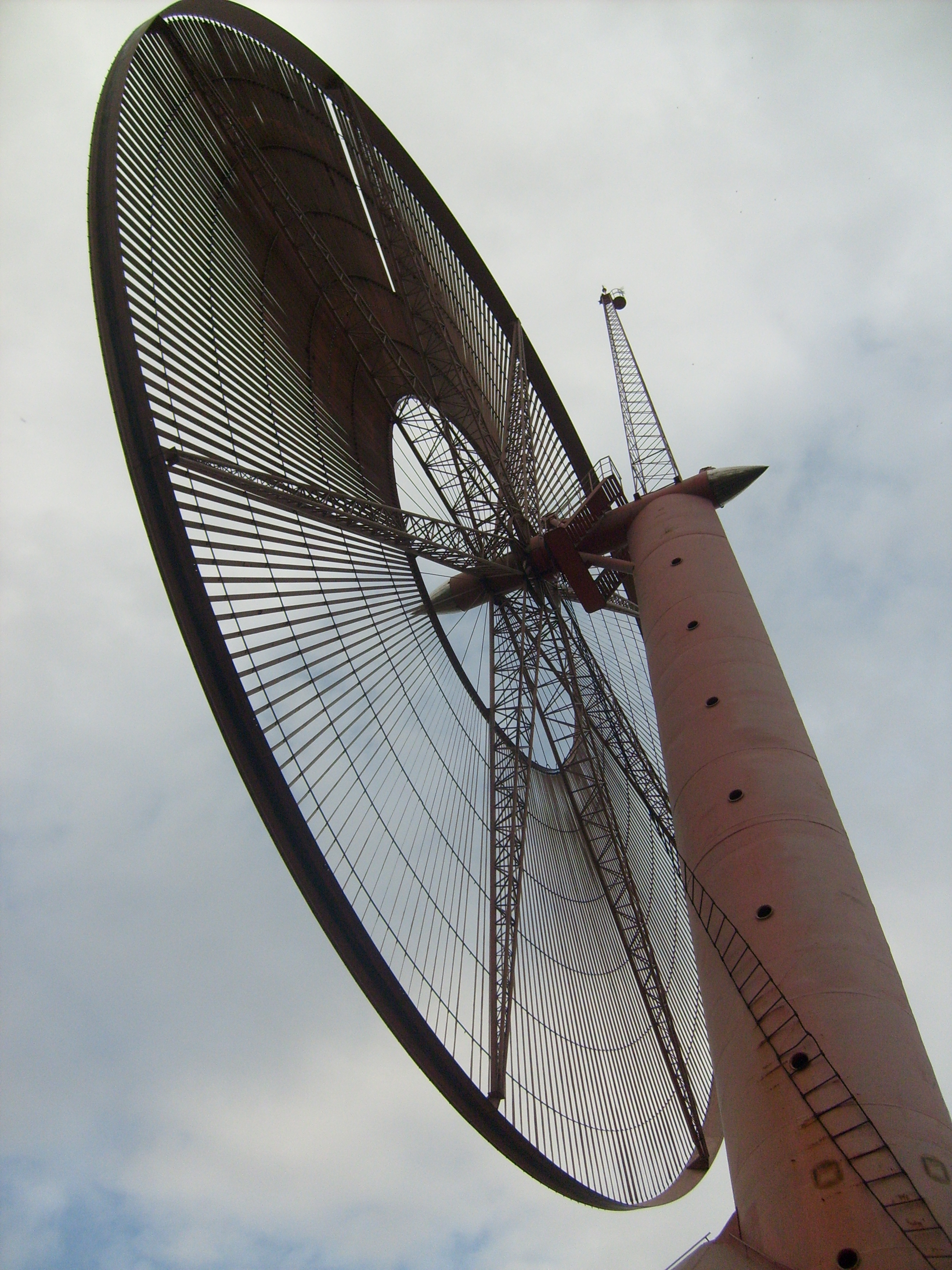
Vindkraftverk med propellerskydd i Rębielice Królewskie, Polen.
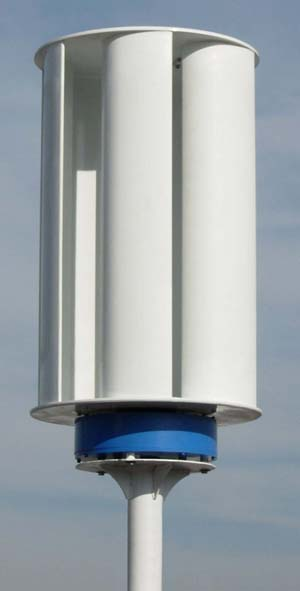
Vindkraftverk för båtar med Savonius-rotor.
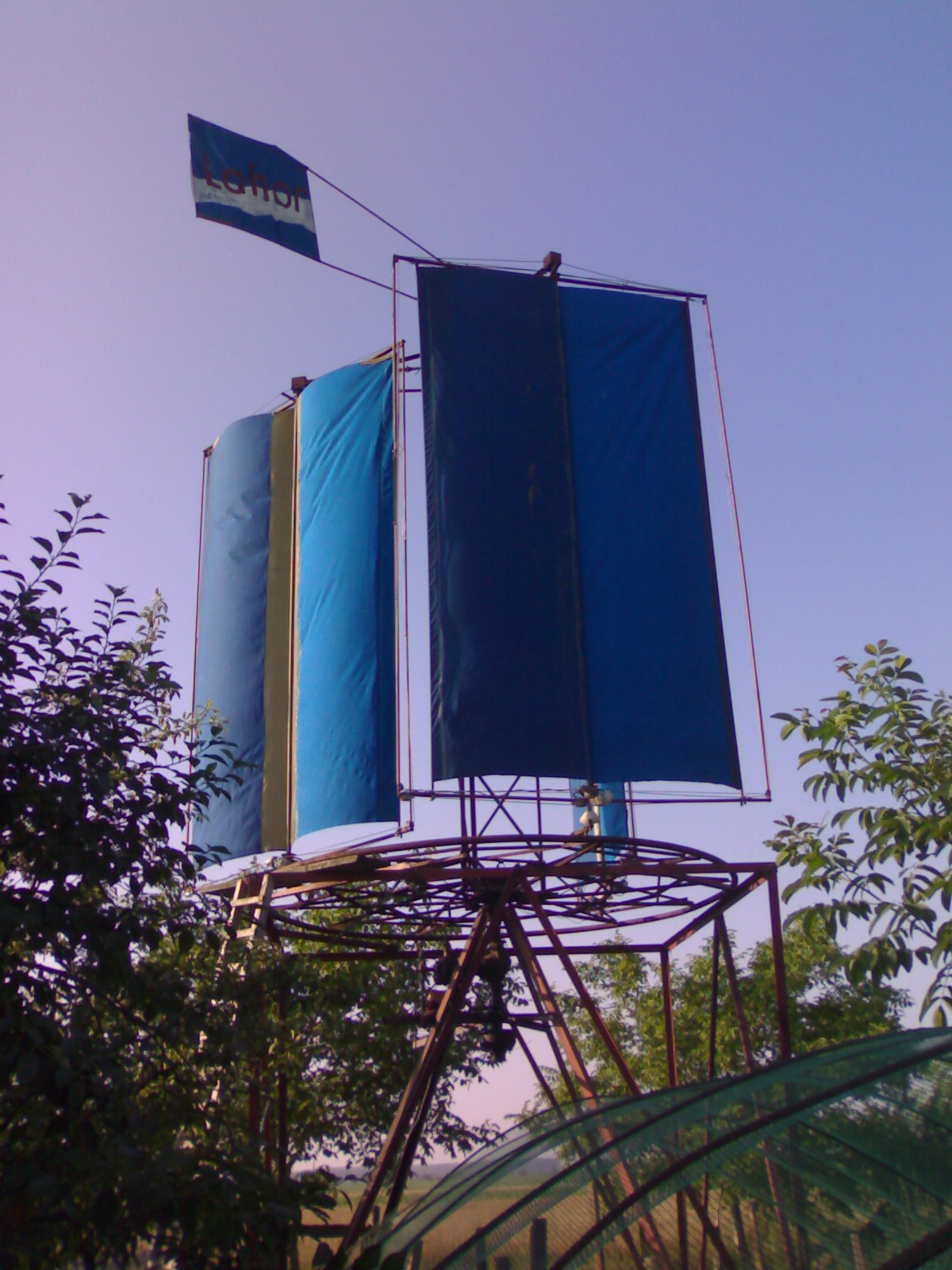
Vindkraftverk med segel.
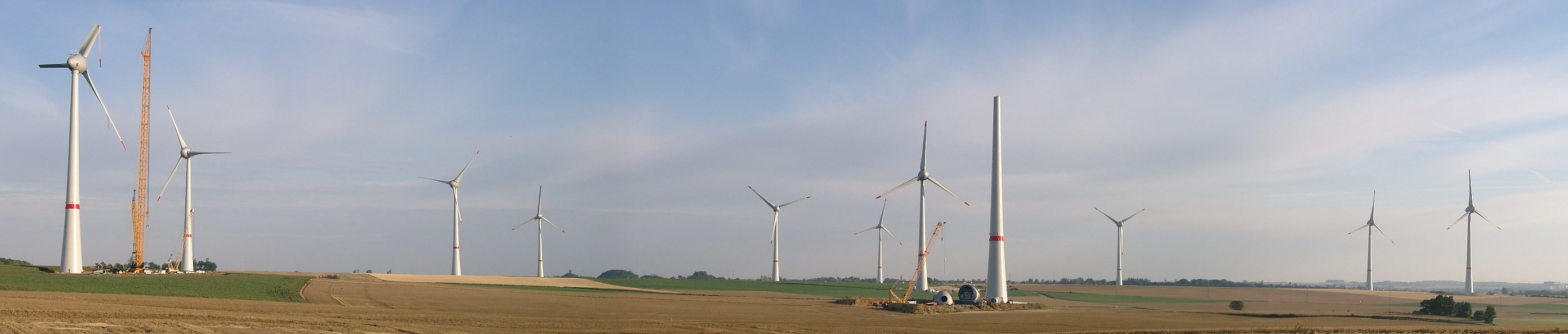
Vindkraftpark i Estinnes i Belgien 20 juli 2010, en månad innan den var slutförd. Lägg märke till de unika tvådelade rotorbladen på vindkraftverket längst till vänster.
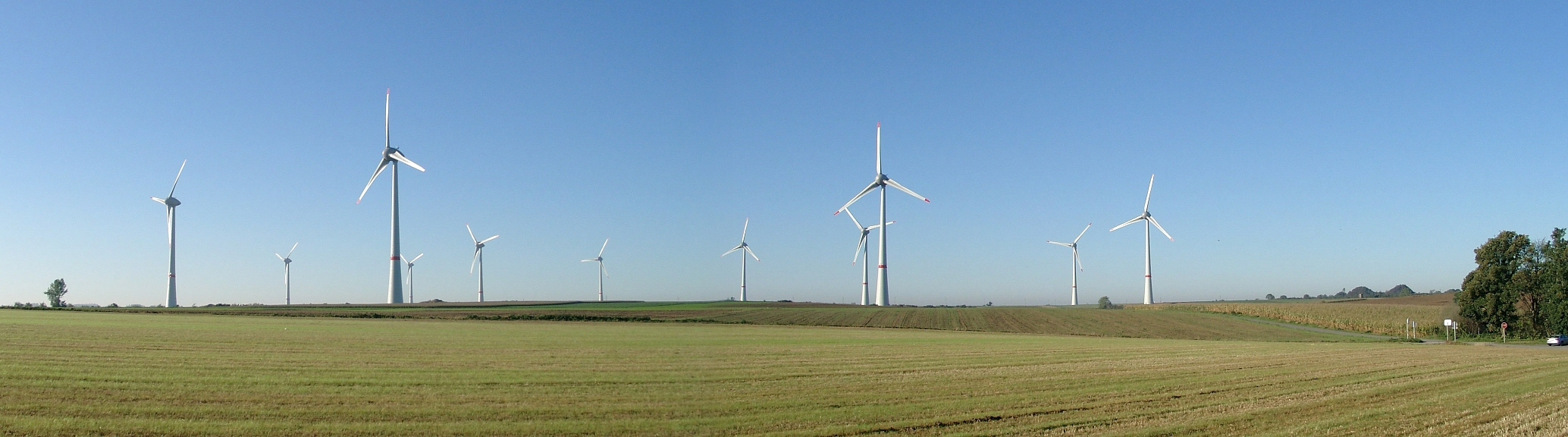
Världens första: site 11x E-126 7,5 MW vindturbiner, Estinnes, Belgien.
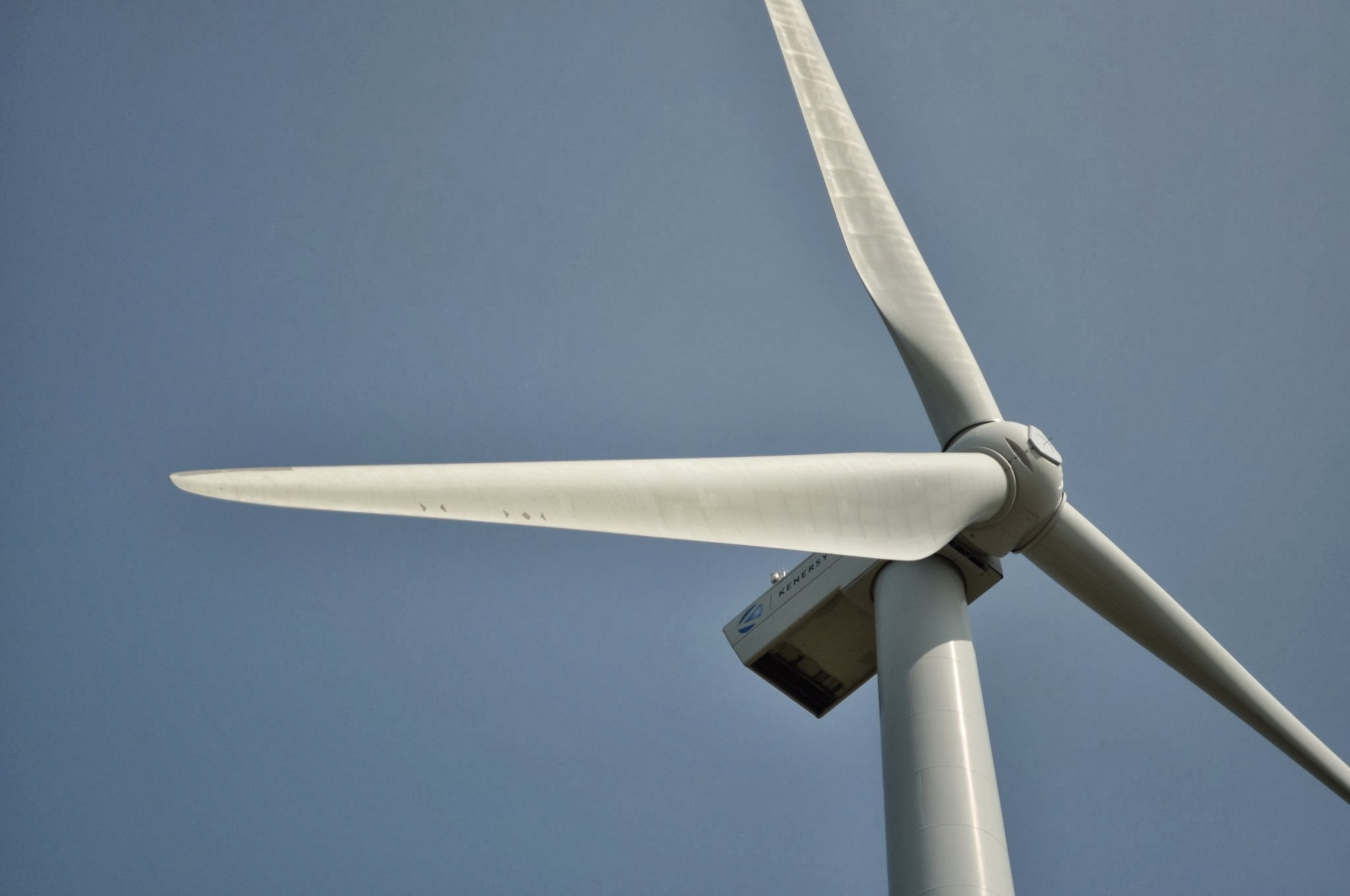
Toppen av ett vindkraftverk.